# Jeremy de Nooijer
Pour les articles homonymes, voir De Nooijer.
Jeremy de Nooijer, né le 15 mars 1992 à Flessingue aux Pays-Bas, est un footballeur néerlandais international curacien. Il évolue au poste de milieu défensif.

## Carrière

### En club
Arrivé en fin de contrat au Sparta Rotterdam, Jeremy de Nooijer rejoint le Levski Sofia pour deux saisons durant l'été 2015.
Le 20 juin 2017, il s'engage avec le club moldave du Sheriff Tiraspol.

### En sélection
Il honore sa première sélection internationale le 5 juin 2015 lors d'un match amical contre Trinité-et-Tobago.

## Statistiques
| Saison                | Club                  | Championnat           | Championnat | Championnat | Coupe(s) nationale(s) | Coupe(s) nationale(s) | Compétition(s) continentale(s) | Compétition(s) continentale(s) | Compétition(s) continentale(s) | Curaçao | Curaçao | Total | Total |
| Saison                | Club                  | Division              | M.          | B.          | M.                    | B.                    | Comp.                          | M.                             | B.                             | M.      | B.      | M.    | B.    |
| 2012-2013             | Sparta Rotterdam      | Eerste Divisie        | 8           | 0           | 0                     | 0                     | -                              | -                              | -                              | -       | -       | 8     | 0     |
| 2013-2014             | Sparta Rotterdam      | Eerste Divisie        | 25          | 1           | 0                     | 0                     | -                              | -                              | -                              | -       | -       | 25    | 1     |
| 2014-2015             | Sparta Rotterdam      | Eerste Divisie        | 31          | 1           | 1                     | 0                     | -                              | -                              | -                              | 3       | 0       | 35    | 1     |
| Sous-total            | Sous-total            | Sous-total            | 64          | 2           | 1                     | 0                     | -                              | -                              | -                              | 3       | 0       | 68    | 2     |
| 2015-2016             | Levski Sofia          | A PFG                 | 29          | 1           | 3                     | 0                     | -                              | -                              | -                              | 3       | 0       | 35    | 1     |
| 2016-2017             | Levski Sofia          | A PFG                 | 6           | 0           | -                     | -                     | C3                             | 2                              | 0                              | -       | -       | 8     | 0     |
| Sous-total            | Sous-total            | Sous-total            | 35          | 1           | 3                     | 0                     | -                              | 2                              | 0                              | 3       | 0       | 43    | 1     |
| Total sur la carrière | Total sur la carrière | Total sur la carrière | 99          | 3           | 4                     | 0                     | -                              | 2                              | 0                              | 6       | 0       | 111   | 3     |

## Palmarès
Avec la sélection de Curaçao
- Coupe caribéenne des nations (1) :
  - Vainqueur en 2017.